# サニックスワールドラグビーユース交流大会2021
サニックスワールドラグビーユース交流大会2021は2021年4月28日から5月5日までグローバルアリーナにて予定されていた、サニックスワールドラグビーユース交流大会である。新型コロナウイルスの全世界大流行の影響で2年連続中止となった。

## 概要
2021年4月16日に無観客で開催すると発表するも、緊急事態宣言の影響で同年4月24日に中止を発表。なおサニックスワールドラグビーユースが中止になるのは2年連続。